# Christian Vonhausen
Johann Christian Vonhausen (* 26. Oktober 1806 in Weilmünster; † 25. Mai 1876 in Wiesbaden) war ein nassauischer Beamter und Politiker und Abgeordneter der 2. Kammer der Landstände des Herzogtums Nassau.

## Familie
Christian Vonhausen war der Sohn des Kirchenbaumeisters Georg Christian Vonhausen (* 1. Juni 1778 in Weilmünster; † 17. Juli 1840 ebenda) und seiner Frau Katharina Margaretha geborene Nickel (* 3. Mai 1781 in Weilmünster; † 17. Juli 1840 ebenda), die er am 25. April 1799 in Weilmünster geheiratet hatte. 
Christian Vonhausen heiratete Luise geborene Winter (* 6. August 1818 in Höchst am Main; † 28. September 1884 in Wiesbaden). Christian Vonhausen war evangelisch.

## Leben
Christian Vonhausen besuchte 1822 bis 1826 das Gymnasium Weilburg und studierte dann Rechtswissenschaften an den Universitäten Göttingen und Heidelberg. 1830 legte er das Examen ab und war danach bis 1834 Amtsakzessist im Amt Wehen. 1834 bis 1836 war er in der gleichen Funktion im Amt Höchst, 1836 bis 1838 im Amt Nassau und 1838 bis 1839 im Amt Hadamar tätig. 1839 bis 1842 war er Amtssekretär im Amt Selters, 1842 bis 1843 im Amt Nastätten, 1843 bis 1844 im Amt Rüdesheim, 1844 bis 1847 im Amt Montabaur und 1847 bis 1849 im Amt Usingen. Nach der Märzrevolution wurden Verwaltung und Justiz getrennt. 1849 bis 1851 war er Justizamtsverwalter im Amt Usingen und 1851 bis 1852 im Amt Wehen, welche in dieser Zeit reine Gerichte waren. 1852 wurden die liberalen Reformen wieder rückgängig gemacht und die Ämter in der alten Form wieder hergestellt (d. h., sie waren für Verwaltung und Rechtsprechung zuständig). Christian Vonhausen wurde Amtmann im Amt Wehen und blieb bis 1866 in dieser Funktion.
1858 bis 1863 gehörte er für den Wahlkreis XV (Langenschwalbach/Wehen) der zweiten Kammer der Landstände an.